# The New Machine of Liechtenstein
The New Machine of Liechtenstein — третий студийный альбом немецкой группы Holy Moses, вышедший в 1989 году.

## Об альбоме
В 1989 году Holy Moses подписывают контракт с мейджором Warner/Elektra/Atlantic и приступают к записи третьего альбома. The New Machine of Liechtenstein был записан в мае 1989 года на студии Horus Sound в Ганновере, ФРГ. Микшинг производился в Лос-Анджелесе под руководством Алекса Периаласа.
Альбом является концептуальным: тексты альбома, написанные Сабиной Классен и Энди Классеном, повествуют о создании некой зловещей машины, которая смогла выйти из-под контроля учёных и теперь угрожает человечеству. Тексты вдохновлены sci-fi-тематикой тех лет. Музыкально альбом выделяется техничностью и необычными сменами ритма и размерностей.
К оригинальному виниловому изданию альбома прилагался шестистраничный комикс за авторством Хоруса Оденталя, который иллюстрирует сюжет альбома.
Альбом разошёлся тиражом более 100 тысяч копий по всему миру.

## Критика
Альбом был встречен критиками благосклонно. Так, журнал Metal Hammer поставил альбому 6 баллов из 7, особенно отметив техничность материала и отличную барабанную работу Ульриха Куша. Также критики отмечали уникальный вокал Сабины Классен. Критики отмечали особое влияние альбома Voivod Dimension Hatross на звучание пластинки.
Журнал Rock Hard поставил альбому 8 баллов из 10.

## Переиздания
В 2005 году лейбл Armageddon Music переиздал альбом на CD и виниле с двумя бонус-треками и редкими фотографиями группы.

## Список композиций
Вся музыка написана Энди Классеном и Ульрихом Кушем, все слова написаны Сабиной Классен и Энди Классеном.
| №  | Название                       | Длительность |
| -- | ------------------------------ | ------------ |
| 1. | «Near Dark»                    | 5:32         |
| 2. | «Def Con II»                   | 4:10         |
| 3. | «Panic»                        | 3:05         |
| 4. | «Strange Deception»            | 4:18         |
| 5. | «Lucky Popster»                | 3:39         |
| 6. | «SSP (Secret Service Project)» | 3:15         |
| 7. | «State: Catatonic»             | 3:51         |
| 8. | «The Brood»                    | 2:50         |
| 9. | «Lost in the Maze»             | 5:16         |

| №   | Название                                                                                        | Длительность |
| --- | ----------------------------------------------------------------------------------------------- | ------------ |
| 10. | «SSP (Secret Service Project)» (live in Bad Salzungen/Kallewerk 14 May 2005 at Wacken Roadshow) | 3:54         |
| 11. | «Lost in the Maze» (live at Rock Harz Festival Osterode, 9 July 2005)                           | 3:57         |

## Участники записи
- Сабина Классен — вокал
- Энди Классен — гитара
- Томас Бэкер — бас
- Ули Куш — ударные